# Vlag van Zwagerveen

Vlag van Zwagerveen

De vlag van Zwagerveen is de voormalige dorpsvlag van het Nederlandse dorp Zwagerveen, in de Friese gemeente Noardeast-Fryslân. De vlag werd in 1969 aangenomen en in 1976 geregistreerd, hij is niet langer als dorpsvlag in gebruik.
De dorpsvlaggen van 14 dorpen in Kollumerland en Nieuwkruisland werden in de jaren 1969/70 tot stand gekomen in overleg met de Fryske Rie foar Heraldyk en de heren Minnema, Keune en Offringa, leden van de Geakunde Commissie van Kollumerland en Nieuwkruisland In de ontwerpperiode hebben de besturen van de Plaatselijk Belang-organisaties in elk van de dorpen, de ontwerpen besproken, en goedgekeurd of verworpen, in welk laatste geval een nieuw ontwerp werd aangeboden.

## Beschrijving
De beschrijving van de vlag is als volgt:
"Drie banen groen en geel, waarvan de hoogten zich verhouden als 1:2:1, met over het midden, ter hoogte van 1/6 en ter lengte van 1/3 van de vlaghoogte, naast elkaar, drie zwarte rechthoeken.
De kleuren zijn afkomstig van het dorpswapen.

## Symboliek
- Zwarte blokken: beelden turven uit als verwijzing naar het deel "veen" van de plaatsnaam.[3]

## Zie ook

Wapen van Zwagerveen